# Vse luchsheye v odnom
 (mars 2020).
Si vous disposez d'ouvrages ou d'articles de référence ou si vous connaissez des sites web de qualité traitant du thème abordé ici, merci de compléter l'article en donnant les références utiles à sa vérifiabilité et en les liant à la section « Notes et références ».
 (mars 2020).
Albums de VIA Gra
Luchshiye pesni (al'bom «VIA Gra»)
(2008)
Vse luchsheye v odnom (russe : Все лучшее в одном, c’est-à-dire en français : Tout le meilleur en un) est la sixième compilation officielle du groupe pop féminin ukrainien VIA Gra, qui a été lancé et mis en vente le 24 juillet 2015.

## Description
Vse luchsheye v odnom est le onzième album musical du groupe, et notamment le sixième collector sous forme d'un recueil des meilleures chansons, sorti sept ans après le précédent de décembre 2008. 
La collection est sortie uniquement en format numérique, sous la direction de Velvet Music Records Label et de First Music Publishing House.

## Listes des pistes
L'auteur des paroles et de la musique de toutes les compositions est Konstantin Meladze.
| No  | Titre                      | Durée |
| --- | -------------------------- | ----- |
| 1.  | Бриллианты                 | 3:25  |
| 2.  | Океан и три реки           | 3:37  |
| 3.  | У меня появился другой     | 3:33  |
| 4.  | Перемирие                  | 3:41  |
| 5.  | Stop! Stop! Stop!          | 3:43  |
| 6.  | Сумасшедший                | 3:53  |
| 7.  | Пошёл вон!                 | 4:01  |
| 8.  | L.M.L                      | 4:09  |
| 9.  | Алло мам!                  | 4:11  |
| 10. | Я не боюсь                 | 4:32  |
| 11. | Попытка №5                 | 3:22  |
| 12. | Не оставляй меня, любимый! | 3:30  |
| 13. | Обмани но останься         | 4:20  |
| 14. | Убей мою подругу           | 3:43  |
| 15. | Притяженья больше нет      | 4:18  |
| 16. | Good Morning, папа!        | 3:33  |
| 17. | Это было прекрасно         | 4:49  |
| 18. | Поцелуи                    | 4:16  |
| 19. | День без тебя              | 3:36  |
| 20. | Цветок и нож               | 4:53  |
| 21. | Биология                   | 3:44  |
| 22. | Я не поняла                | 3:42  |